# زبيدي شوكي البطن
زبيدي شوكي البطن (الاسم العلمي: Pampus echinogaster) هو نوع من الأسماك يتبع جنس الزبيدي الأبيض من فصيلة الأسماك الزبيدية.